# Шурс, Жан де
Жан де Шурс (фр. Jean de Chourses; ранее 1524 — 30 октября 1609, Маликорн-сюр-Сарт, сеньор де Маликорн — французский военный деятель, участник Религиозных войн.

## Биография
Сын Феликса де Шурса, сеньора де Маликорна, и Мадлен (Маргерит) де Баиф, дамы де Манже, племянницы дипломата Лазара де Баифа. Происходил из старинной менской фамилии.
С 1560 года был конюшим Карла IX и капитаном роты из 50 тяжеловооруженных всадников.
В 1561 году продал сеньории Обиньи и Фе Луи де Рошешуару, сеньору де Монпипо, камергеру герцога Орлеанского.
В 1562 году был послан герцогом де Гизом занять город Монтаржи в Гатине, бывший апанажем герцогини Феррарской, под предлогом защиты от протестантов, в большом количестве стекавшихся туда, спасаясь от преследований. Маликорн с четырьмя ротами кавалерии овладел городом. Местные католики, воодушевленные прибытием войск, начали оскорблять протестантов, но убийств удалось избежать. Замок, занятый гугенотами, отказался сдаться даже под угрозой обстрела, и Маликорну пришлось отступить.
В 1568 году участвовал в бою при Ла-Леве, близ Сомюра, где губернатор Бретани Себастьен де Люксембург, виконт де Мартиг, нанес поражение бретонским протестантам Андело и Лану.
В следующем году под началом губернатора Пуату графа дю Люда командовал королевской кавалерией в битве при Монконтуре.
В октябре 1570 был направлен Екатериной Медичи послом в Испанию с поздравлениями Филиппу II по случаю брака с Анной Австрийской. Содействовал Раймону де Фуркево в его дипломатической миссии.
В 1572 году роты Вассе и Маликорна были посланы в Пуату для содействия графу дю Люду. Затем рота Маликорна участвовала в осаде Ла-Рошели, а в 1574 году присоединилась в Нормандии к войскам графа де Матиньона, действовавшим против частей графа Монтгомери, и принимала участие в осадах Сен-Ло и Домфрона.
В 1575 году под командованием дю Люда вместе с генеральным наместником Бретани Рене Турнемином, сеньором де Ла-Юноде, противостоял Недовольным герцога Алансонского у Дрё.

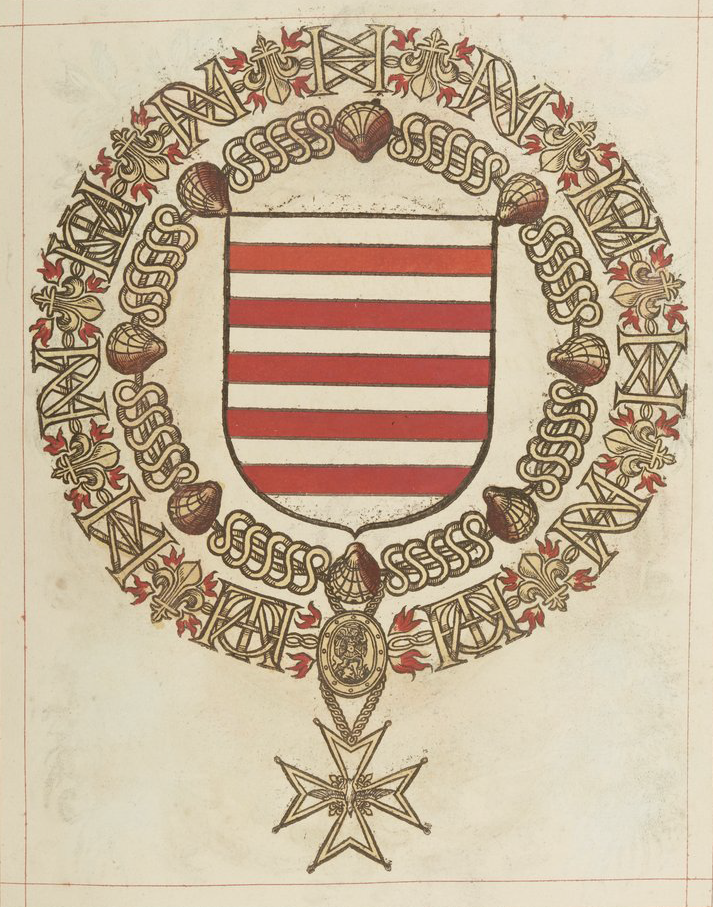
Герб Жана де Шурса

Пожалован в рыцари орденов короля при учреждении ордена Святого Духа 31 декабря 1578.
В 1585 году наследовал своему шурину графу дю Люду в качестве губернатора Пуату. Оставался в этой должности до 13 декабря 1603.
Пуллен де Сен-Фуа рассказывает, что после получения известий об убийстве в Блуа герцога де Гиза и восстаниях в Париже и других городах, Жан де Шурс сумел убедить жителей Пуатье направить к Генриху III депутацию с выражением преданности и предложением посетить город. Затем, благодаря пламенным проповедям епископа и монахов, мнение горожан поменялось, и перед королем заперли ворота, а его свиту обстреляли из пушки.
Самого губернатора мятежники провели по улицам, приставив к горлу алебарды. Он отказался присягать Католической лиге, заявив, что не ведает страха и уже принес одну присягу королю, и несколько раз повторил: «вы можете лишить меня жизни, но не отнимете у меня честь».
Его вытащили на крепостной вал, откуда столкнули в ров с криком: «Иди ищи тирана». Он пострадал не сильно, поскольку дно было покрыто слоем грязи и густо поросло травой, смягчившей падение.

## Семья
1-я жена (15.09.1544): Рене Ове (ум. 1577), дама дю Женте, вдова Мадлона де Бри-Серана
2-я жена (14.07.1578): Франсуаза де Дайон, дочь Жана де Дайона, графа дю Люда, и Анн де Батарне
Оба брака были бездетными и дом Шурс-Маликорн пресекся в мужской линии. Наследницей Жана де Шурса была старшая из его сестер Маргерит (ум. 1562), дама де Маликорн и де Манже, жена Шарля де Бомануара, сеньора де Лавардена, и мать Жана де Бомануара, маршала Франции